# Los Angeles Sheriff Department
 (février 2020).
Si vous disposez d'ouvrages ou d'articles de référence ou si vous connaissez des sites web de qualité traitant du thème abordé ici, merci de compléter l'article en donnant les références utiles à sa vérifiabilité et en les liant à la section « Notes et références ».
Le Los Angeles County Sheriff's Department (LASD), officiellement le Département du shérif du comté de Los Angeles (en anglais : County of Los Angeles Sheriff's Department), est un organisme d'application de la loi au service du comté de Los Angeles, en Californie.
Le LASD est le plus grand service de shérif des États-Unis et la troisième plus grande agence de police locale des États-Unis, après le département de police de New York et le département de police de Chicago. Le LASD compte environ 18 000 employés, 9 915 députés assermentés et 9 244 membres non assermentés. Il est parfois confondu avec le département de police de Los Angeles, qui fournit des services d'application de la loi dans la ville de Los Angeles, qui est le siège du comté de Los Angeles, bien que les deux départements aient leur siège au centre-ville de Los Angeles.
Les trois principales responsabilités du département sont de fournir des services de police municipale dans le comté de Los Angeles, la sécurité du palais de justice de la Cour supérieure du comté de Los Angeles et des services de logement et de transport des détenus au sein du système pénitentiaire du comté. Le LASD fournit des services de police municipale aux communautés non constituées en société et à 42 des 88 villes du comté de Los Angeles.
En plus de ses principales responsabilités, LASD passe des contrats avec la Los Angeles Metropolitan Transportation Authority et Metrolink.
Le chef du LASD est un shérif élu par la population, tous les quatre ans, comme cela se passe aux États-Unis.

## Historique
L'histoire du département du shérif du comté de Los Angeles a commencé avec sa fondation en 1850 en tant que première force de police professionnelle dans la région de Los Angeles. À la suite de l'organisation de l'État de Californie en comtés, le département du shérif du comté de Los Angeles fut créé en avril 1850.

### Les Rangers de Los Angeles (1852-1870)
Les Rangers étaient en fait une compagnie de miliciens de l'État de Californie qui prenait ses ordres auprès du bureau du shérif. Ils formaient une troupe de 100 hommes, où se mêlaient diverses origines, américaines et mexicaines. Leurs tâches comprenaient essentiellement la poursuite des criminels ou des pillards indiens.
En 1857, James Barton, shérif du comté de Los Angeles, ainsi que plusieurs de ses adjoints, furent abattus lors d'une rixe avec les membres d'un gang criminel. Barton a été tué trois semaines seulement après avoir été élu pour son deuxième mandat. Peu de temps après avoir été élu pour remplacer le shérif Barton, le 7 janvier 1858, le shérif William C. Getman (autrefois lieutenant des Rangers), fut tué, après avoir servi seulement sept jours, alors qu'il tentait d'arrêter un « maniaque ».

### Le massacre du quartier chinois, en 1871

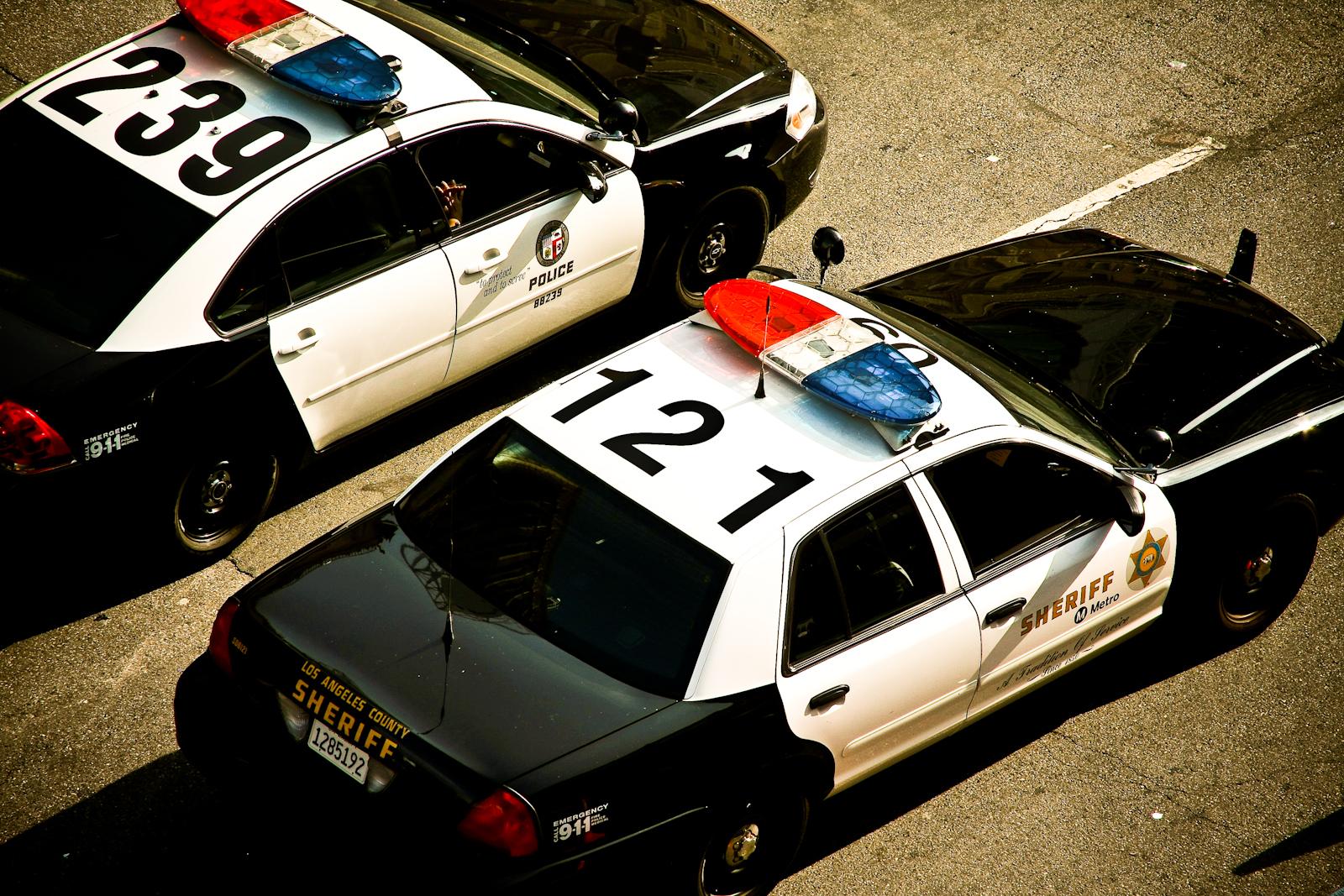
Véhicule du LASD (à droite) avec un véhicule du LAPD (à gauche).

Le 24 octobre 1871 à Los Angeles, une foule frénétique de cinq-cents personnes fit irruption dans le quartier chinois de la ville. Certaines victimes furent tuées par balles et poignardées. D’autres pendues à des potences de fortune. À la fin de la nuit, dix-neuf corps mutilés gisaient dans les rues de Los Angeles.
L’élément déclencheur n’était autre qu’une fusillade entre les membres présumés d’un gang chinois et les autorités locales. La rixe aurait entraîné la mort d’un ancien tenancier de saloon et la blessure d’un policier. Alors que la foule se rapprochait, les résidents chinois, pétrifiés, se réfugièrent dans une maison en adobe au centre du quartier chinois.
Deux heures de tueries suivirent, sans aucune forme de discernement. La foule enfonça les portes du bâtiment et s’empara des hommes et des jeunes garçons chinois qui s’y cachaient. Seul l’un d’entre eux avait participé à la fusillade. Les émeutiers mutilèrent et assassinèrent presque tous les Chinois qu’ils trouvaient sur leur passage. Lorsque la foule arriva à court de corde de pendaison, ils utilisèrent des cordes à linge pour pendre leurs victimes.
Le shérif James Frank Burns s'est adressé à la foule et a persuadé tout le monde de se disperser pacifiquement. Burns a ensuite formé un groupe de 25 adjoints pour maintenir l'ordre dans la communauté.
L’histoire du massacre a été entendue dans le monde entier et le gouvernement américain a présenté des excuses officielles à la Chine. Burns a obtenu 150 mandats d'arrêt contre des membres connus de la foule et les a arrêtés un par un. Bien que huit émeutiers aient été inculpés pour homicide volontaire, tous ont été libérés un an plus tard.

### 1880 à 1910
En 1899, le premier shérif adjoint afro-américain, J.B. Loving, fut embauché par le shérif William A. Hammel. En 1907, le département équipe le département du shérif, de sa première automobile. En 1912, Margaret Q. Adams a prêté serment en tant que première femme élue shérif aux États-Unis.

### 1920 à 1950
Le système de voitures de patrouille balisées aux couleurs du département du shérif est inauguré pendant cette période et agents adoptent un uniforme réglementaire, en 1932. Avant cette époque, le personnel portait des vêtements civils.
L'école de formation du shérif, aujourd'hui connue sous le nom de Sheriff's Academy, a été ouverte en 1935.

### 1960 à 2000
Le département du shérif déploie une flotte héliportée, composée d'hélicoptères et baptisée « Sky Knight », en 1966. Une des premières unités SWAT du département du shérif est créée, en 1968, après que le département de police de Los Angeles ait fondé sa propre équipe SWAT, en 1967.
Le 16 août 1969, lors de la plus grande descente de police de l'histoire de la Californie, plus d'une centaine d'officiers du Special Enforcement Detail, du département du shérif, sont déployés au Spahn Ranch, conduisant à l'arrestation de membres de la famille Manson en raison des soupçons de leur participation à un réseau de vols d'automobiles.
En 1988, le pistolet semi-automatique Beretta 9 mm devient l'arme de poing officielle du département. L'unité de lutte contre les gangs, la Gang Enforcement Team (G.E.T.) est créée. En 1994, le département du Marshal du comté de Los Angeles, fusionne avec le département du shérif. En 1996, avec 8 028 employés assermentés et 4 377 employés civils (au 1er décembre 1996), le département du shérif du comté de Los Angeles est le plus grand département du shérif au monde.

### Histoire récente
En 2003, le contrat de la Metropolitan Transportation Authority (MTA) a été élargi pour inclure l'ensemble du système de transport en commun, faisant du département du shérif du comté de Los Angeles la deuxième plus grande agence de police des transports en commun du pays. Le bureau de la sécurité publique du comté de Los Angeles fusionne avec le département du shérif, le 30 juin 2010.
Pendant la pandémie de COVID-19, le LASD a refusé d'appliquer les mandats de port du masque. Le shérif du LASD, a également refusé d'imposer une exigence de vaccination au personnel du LASD, déclarant qu'une grande partie du LASD refuserait de s'y conformer et qu'il perdrait une partie de son personnel du jour au lendemain avec une obligation de vaccination.

## Organisation
- Il comprend 8 400 policiers et 7 600 agents techniques, scientifiques et administratifs.
- Leur arme de service est le Smith & Wesson M&P 9mm depuis 2013 (ayant remplacé le Beretta 92 adopté en 1988 comme successeur du S&W Model 15). Les voitures de patrouille du LASD sont la Ford Crown Victoria, la Dodge Charger ainsi que la Ford Explorer.
- Toutes les nouvelles recrues doivent servir au moins deux ans comme gardiens de prison avant de pouvoir servir en patrouille[réf. nécessaire].
- Le LASD est  aussi un service de gestion de 4 prisons et un service de secours aérien[réf. souhaitée].
- Il dispose aussi d'une SWAT Team créée en 1968 et qui est nommée SEB (Special Enforcement Bureau). Celle-ci, commandée par un lieutenant, comprend 50 policiers (6 équipes de 8 hommes dont 2 snipers et un sergent)[réf. nécessaire]. Les hommes du SEB disposent en complément du Glock 17, de MP5, de Colt M4 et de fusils de précision Remington 700.
- La prison du comté de Los Angeles est gérée par les services du shérif et fournit des services d'incarcération à court terme pour l'ensemble du comté, y compris Los Angeles, Glendale, Burbank et Long Beach, qui disposent tous de leurs propres services de police.

### Structure hiérarchique
Ce qui suit est la structure hiérarchique utilisée par le LASD.
| Titre                  | Insigne | Information |
| ---------------------- | ------- | --- |
| Shérif                 |         | Le shérif est le commandant du LASD, élu tous les quatre ans. |
| Shérif adjoint         |         | Le shérif adjoint est le second dans la hiérarchie du LASD. |
| Shérif assistant       |         | Il y a quatre shérifs assistants : - Un responsable des opérations de patrouille. - Un responsable des opérations liées à l'arrestation, au transport, au jugement et à l'emprisonnement des suspects. - Un responsable des opérations à l'échelle du comté. - Un agissant en tant qu'officier financier et administratif en chef. |
| Chef                   |         | Les chefs sont responsables d'une division au sein du LASD, qui peut fournir des services spécialisés (comme la Detective Division) ou couvrir une zone géographique (comme la North Patrol Division). |
| Commandant             |         | Les commandants sont responsables d'une zone, qui englobe généralement deux ou trois stations, où ils sont également responsables d'un commandement. |
| Capitaine              |         | Les capitaines sont responsables d'une station ou d'un bureau. |
| Lieutenant             |         | Les lieutenants sont responsables d'une équipe de patrouille ou servent en tant qu'officier d'état-major. |
| Sergent                |         | Les sergents sont responsables de la supervision des adjoints. |
| Adjoint (Master FTO)   |         | Les Master Field Training Officiers sont des adjoints qui ont été qualifiés de manière permanente pour la position de formateur sur le terrain des nouveaux adjoints. |
| Adjoint (bonus I & II) |         | Les adjoints (bonus I) et adjoints (bonus II) sont des adjoints du shérif avec des compétences ou une expertise spécialisée qui justifient une rémunération plus élevée. Ils ont la même autorité qu'un adjoint régulier. |
| Adjoint                |         | |
| Adjoint stagiaire      |         | Les adjoints stagiaires sont des employés non assermentés suivant une formation de 22 semaines à l'académie Peace Officer Standards and Training (POST). Suite à cela, ils sont en période probatoire durant un an en tant que patrouilleur.                                                                                       |

## Controverses
En 1988, un scandale au sein du département du shérif, a éclaté après qu'un informateur de la prison de Los Angeles ait démontré qu'il était capable de fabriquer de fausses confessions de meurtre de la part de détenus qu'il n'avait jamais rencontrés auparavant.
En octobre 1989, des policiers du LASD ont effectué un raid antidrogue à Whittier, avec des agents du Bureau des stupéfiants de l'État de Californie. Mais, les policiers se sont s'est trompés d'adresse et dans la confusion, l'un des officiers a tiré avec son fusil. La balle a traversé le sol de l'appartement et a tué le locataire de l'appartement du dessous, Heyden Dyer.
Le 11 février 1989, des shérifs adjoints en tenue anti-émeute ont envahi le domicile de la lutteuse professionnelle, Emily Dole, à Cerritos, en Californie, lors d'une fête nuptiale. Tout comme l'incident de Rodney King deux ans plus tard, l'événement a été filmé par un voisin, montrant les policiers battant la famille. Malgré son physique imposant, Dole est restée dans une position passive, les bras croisés au milieu de la rue, où la vidéo la montrait en train d'être battue au sol avec des matraques de police et des lampes de poche. La communauté samoane-américaine, en colère, affirma que l'incident était de nature raciste. La famille a poursuivi le département du shérif et a obtenu un règlement de 23 millions de dollars.
En 2006, une enquête sur la corruption au sein du département échoua en raison des « tactiques d'intimidation du LASD ». Un résumé des allégations affirmait que les officiers avaient reçu l'ordre de percevoir 10 000 $ auprès de chaque entrepreneur de remorquage faisant affaire avec le ministère. Les paiements étaient utilisés comme contributions à des causes politiques favorisées par le shérif.
En septembre 2009, Mitrice Richardson se tenait dans un restaurant de Malibu, en proie à une apparente crise de santé mentale. Elle tenait des propos incohérents selon lesquelles elle venait de Mars et vengeait la mort de Michael Jackson. Elle ne pouvait pas payer sa note de restaurant. Soucieux de sa santé mentale, le personnel du restaurant a appelé le département du shérif, qui a procédé à son arrestation. Elle a ensuite été libérée à 0 h 38, sans aucun moyen d'accéder à sa voiture, à son téléphone, à son argent ni à aucun moyen de prendre soin d'elle-même. Ses restes furent découverts environ onze mois après sa disparition. Le comté a réglé 900 000 $ à sa famille.
En septembre 2010, trois députés, Humberto Magallanes, Kenny Ramirez et Lee Simoes ne contestérent pas les accusations liées au passage à tabac d'un prisonnier en 2006. Les trois hommes furent condamnés à diverses périodes de libération conditionnelle et ont démissionné du département.
En décembre 2010, les membres d'un groupe nommé bien connu d'adjoints du shérif du comté de Los Angeles, "Les 3000 garçons" furent impliqués dans une violente bagarre sur le parking du restaurant Quiet Cannon à Montebello. Un appel anonyme adressé au service de police de Montebello a révélé que trois adjoints du shérif en maintenaient un quatrième et le frappaient sévèrement. La police de Montebello est arrivée sur les lieux et a mis fin à la bagarre ; cependant, aucune arrestation n'a été effectuée. Les « 3 000 garçons » sont un nom faisant référence à un gang d'adjoints et de geôliers du shérif du comté de Los Angeles qui ont été impliqués dans les passages à tabac et les bagarres organisées de détenus dans le bloc de la prison centrale pour hommes du centre-ville de Los Angeles. En mai 2011, six députés ont été suspendus sans solde (en attendant leur licenciement et des poursuites pénales) pour avoir battu Evans Tutt, un détenu qui avait porté plainte contre ses conditions de vie dans la prison.
En juillet 2011, le ministère a accepté de verser un demi-million de dollars à la famille d'Avery Cody Jr, 16 ans. Cody a été abattu par l'adjoint Sergio Reyes, en 2009. Reyes a fait plusieurs déclarations sous serment qui ont été réfutées par la vidéo de l'incident. Le ministère a alors accepté de verser une somme à la famille, mais n'a reconnu aucune culpabilité.
En octobre 2011, l'adjoint Mark Fitzpatrick a été reconnu coupable d'agression sexuelle alors qu'il était en service et de séquestration lors d'un contrôle routier en mai 2008. Le ministère a accepté de verser à la victime, 245 000 $.
En janvier 2012, Jazmyne Ha Eng a été tuée par balle par l'adjoint Brian Vance devant un centre de santé mentale à Rosemead, où elle était patiente. Vance a déclaré qu'Eng l'avait chargé, ainsi que les trois autres adjoints présents sur les lieux, avec un marteau, leur faisant craindre pour leur vie. Eng avait 40 ans, pesait 93 livres et mesurait cinq pieds et un pouces. Une enquête interne a jugé le meurtre justifiable, mais en février 2014, le comté a accepté de payer 1,8 million de dollars pour régler l'affaire.
En mai 2012, une partie de l'équipe de lutte contre les gangs fut accusée d'être un gang nommé « Jump Out Boys » après la découverte d'un pamphlet indiquant que les membres recevraient un tatouage après avoir été impliqués dans une fusillade, glorifiant l'incident. Il a établi des comparaisons avec le scandale Rampart, du LAPD dans les années 1990, qui pratiquait les mêmes usages.
En juillet 2013, Eugene Mallory a été mortellement abattu dans sa maison alors que la police prétendait qu'il dirigeait un laboratoire de méthamphétamine, mais aucune drogue de ce type n'a été trouvée dans sa maison.
En 2017, l'ancien shérif Lee Baca a été condamné à trois ans de prison. Le procès contre lui était lié à une affaire de mauvais traitements infligés aux détenus dans les prisons gérées par le LASD. La police fédérale (FBI) enquêtait sur cette affaire depuis 2011. Baca, qui a démissionné à la suite de cette affaire en 2014, a été reconnu coupable d'avoir joué un rôle clé dans l'entrave à l'enquête. Après que le verdict ait été confirmé en appel et que la Cour suprême des États-Unis a rejeté l'appel, Baca, aujourd'hui âgé de 77 ans et atteint de la maladie d'Alzheimer, a commencé son incarcération le 4 février 2020 au pénitencier fédéral de La Tuna, près d'El Paso, au Texas. Au cours de l'enquête sur cette affaire, d'autres membres du LASD ont également été condamnés, dont neuf pour entrave à l'enquête et plusieurs autres pour mauvais traitements et violation des droits civils des détenus. Entre autres choses, le LASD a tenté d'intimider un agent du FBI en la menaçant d'arrestation.
En 2018, Alex Villanueva fut élu. Villanueva, qui s'était présenté comme un réformateur lors de la campagne électorale, a rapidement déçu les attentes placées en lui. Il a été accusé de ne pas avoir clarifié les problèmes et les allégations d'activités criminelles au sein de son bureau, mais plutôt de les avoir dissimulés ou niés. Les cas d'utilisation controversée d'armes à feu par des policiers du département du shérif sont également restés un problème pendant son mandat. Dans le cadre des manifestations contre les violences policières excessives contre les citoyens noirs américains en 2020, la mort de Dijon Kizzee a retenu l'attention internationale, au cours de laquelle des membres du LASD ont tiré sur un cycliste lors d'un contrôle, le 31 août 2020.
Villanueva s'est également heurté à des membres des conseils chargés de superviser le département du shérif, notamment des membres du conseil de surveillance du comté de Los Angeles et de la commission civile qu'il a nommée pour superviser le département du shérif. Villanueva a ouvert des enquêtes contre certaines de ces personnes, qui ont abouti à des accusations d'intimidation. À la fin de son mandat, les relations entre le shérif et le conseil de surveillance étaient largement rompues ; Villanueva a décrit les médias et les représentants du peuple comme faisant partie de la gauche, s’est considéré comme sa victime et s’est adressé à la chaîne d’information conservatrice de droite Fox News.
Lors des élections suivantes, en novembre 2022, les électeurs ont approuvé une proposition qui permettrait au Conseil des autorités de surveillance de destituer un shérif élu au suffrage universel à la majorité des quatre cinquièmes. Villanueva s'est de nouveau présenté aux élections, mais a perdu significativement lors du vote de novembre 2022 avec 38,7 % contre 61,3 % des suffrages exprimés contre son challenger Robert Luna, largement inconnu avant l'élection. Luna était auparavant chef de la police de Long Beach. Il a prêté serment en tant que nouveau shérif de Los Angeles le 3 décembre 2022.

## Liste des shérifs du comté de Los Angeles
Jusqu'en 1882, la durée du mandat du shérif du comté de Los Angeles était d'un an, puis de deux ans. En 1894, cette durée fut fixée à quatre ans. Les précédents titulaires étaient :
1. 1850–1851: George T. Burrill
2. 1852–1855: James R. Barton
3. 1856: David W. Alexander
4. 1856: C. E. Hale
5. 1857: James R. Barton
6. 1857: Elijah Bettis
7. 1858: William C. Getman
8. 1858–1859: James Thompson
9. 1860–1867: Tomas A. Sanchez
10. 1868–1871: James F. Burns
11. 1872–1875: William R. Rowland
12. 1876–1877: David W. Alexander
13. 1878–1879: H. M. Mitchell
14. 1880–1882: William R. Rowland
15. 1883–1884: Alvan T. Currier
16. 1885–1886: George E. Gard
17. 1887–1888: James C. Kays
18. 1889–1890: Martin G. Aguirre
19. 1890–1892: E. D. Gibson
20. 1893–1894: John C. Cline
21. 1895–1898: John Burr
22. 1899–1902: William A. Hammel
23. 1903–1906: Will A. White
24. 1907–1914: William A. Hammel
25. 1915–1921: John C. Cline
26. 1921–1932: William I. Traeger
27. 1932–1958: Eugene W. Biscailuz
28. 1959–1982: Peter J. Pitchess
29. 1982–1998: Sherman Block
30. 1998–2014: Lee Baca
31. 2014: John Scott
32. 2014–2018: Jim McDonnell
33. 2018–2022: Alex Villanueva
34. Depuis Dec. 2022: Robert Luna

## Dans la fiction

### Roman
Dans le roman policier de James Ellroy, le Grand Nulle Part, on découvre la rivalité qui existe entre les services du L.A.P.D. (département de police) et ceux du L.A.S.D. (département du shérif). Plusieurs homicides sont perpétrés sur le territoire de la ville et celui du Comté de Los Angeles. Ces meurtres d'une répugnante brutalité tant dans les actes que dans la mise en scène (avec une très forte connotation sexuelle) vont devenir l'obsession d'un jeune enquêteur du LASD, Danny Upshaw, à la personnalité trouble.
Un autre roman de James Ellroy, American Tabloïd, met en vedette Pete Bondurant, un ancien officier du Département du Sheriff du Comté de Los Angeles. C’est une brute, qui a été virée de la police après le décès d’un prévenu qu’il a battu à mort.  

### Séries
Des membres du LASD sont les héros de Dead Bang et de Shérifs à Los Angeles. On peut voir régulièrement le département shérif de Los Angeles, au sein de séries policières comme The Shield, The Rookie, Harry Bosch.

### Cinéma
L'équipe de policiers du film Criminal Squad est affiliée au LASD, leurs méthodes de travail sont cependant fictives (uniformes, armement, organisation)
Dans Une affaire de Détails, Deke, shérif adjoint du comté de Kern, victime récemment d'un burn-out, doit faire équipe avec le détective du LASD, Baxter, afin de retrouver un tueur en série.